# Permai Indah
Permai Indah is een bestuurslaag in het regentschap Sungai Penuh van de provincie Jambi, Indonesië. Permai Indah telt 641 inwoners (volkstelling 2010).